# Paul Chapel
Pour les articles homonymes, voir Chapel.
Paul Chapel, né le 2 décembre 1916 à Rosporden et mort le 19 septembre 2005 à Vannes, est un homme politique français, membre de l'Union pour la démocratie française. Il est député de la première circonscription du Morbihan entre 19 mars 1978 et 22 mai 1981 et maire de Vannes entre 1977 et 1983.

## Biographie
Originaire du Sud-Finistère, Paul Chapel vit à Scaër pendant son enfance et fait ses études au collège jésuite Bon-Secours de Brest puis à Paris. Il s'installe à Vannes en 1941 et devient professeur de lettres classiques au collège Saint-Francois Xavier et directeur des sports de ce même établissement. En 1959, Francis Decker lui demande de rejoindre sa liste pour les élections à venir mais il refuse dans un premier temps avant d'accepter. De 1959 à 1961, au début du mandat de Francis Decker, il est conseiller municipal de la ville avant de devenir entre 1961 et 1965, adjoint délégué aux sports. De 1955 à 1977, il conserve sa fonction d'adjoint aux sports sous les deux mandats du maire Raymond Marcellin. Paul Chapel est élu maire de la ville en 1977 avec 50,70 % des voix contre son adversaire Michel Olivier qui fédère une opposition de gauche arrivé à son acmé dans les années 1975. Le maire de la ville est également conseiller général du canton de Vannes-Ouest entre 1974 et 1979
Paul Chapel est mort le 19 septembre 2005 à l'âge de 88 ans.